# 349 Dywizja Piechoty (III Rzesza)
349 Dywizja Piechoty (niem. 349. Infanterie-Division) – niemiecka dywizja z czasów II wojny światowej, sformowana w rejonie Saint Omer na mocy rozkazu z 25 października 1943 roku, w 21. fali mobilizacyjnej przez I Okręg Wojskowy. Na przełomie sierpnia i września 1944 przekształcona w 349 Dywizję Grenadierów Ludowych.

## Struktura organizacyjna
- Struktura organizacyjna w listopadzie 1943 roku:

911., 912. i 913. pułk grenadierów, 349. pułk artylerii, 349. batalion pionierów, 349. batalion fizylierów, 349. oddział przeciwpancerny, 349. oddział łączności, 349. polowy batalion zapasowy;
- Struktura organizacyjna we wrześniu  1944 roku:

911., 912. i 913. pułk grenadierów, 349. pułk artylerii, 349. batalion pionierów, 349. dywizyjna kompania fizylierów, 349. oddział przeciwpancerny, 349. oddział łączności, 349. polowy batalion zapasowy;

## Dowódcy dywizji
- General Otto Lasch 20 XI 1943 – VIII 1944;
- Generalmajor Karl Kötz 11 IX 1944 – 1 IV 1945;

## Szlak bojowy
Sformowana 25 października 1943 r. jednostka została przeniesiona w region Calais, gdzie wchłonęła niedobitki 217 Dywizji Piechoty. W kwietniu 1944 została przerzucona na front wschodni i walczyła na Białorusi, gdzie pod Brodami została okrążona. Z ciężkimi stratami wyrwała się z okrążenia i jej resztki zostały skierowane na tyły. Tam w sierpniu i wrześniu 1944 przeszła reorganizację, wchłonęła 577 Dywizję Grenadierów Ludowych i powróciła na front jako 349 Dywizja Grenadierów Ludowych. Do marca 1945 walczyła w Prusach Wschodnich, gdy jej resztki przekazano do 21 Dywizji Piechoty.